# Hans Rollwagen (Politiker, 1892)
Hans Rollwagen (geb. am 14. Juni 1892 in Nördlingen; gest. am 29. März 1992 in Bayreuth) war ein deutscher Politiker (SPD). Von 1948 bis 1958 war er Oberbürgermeister von Bayreuth.

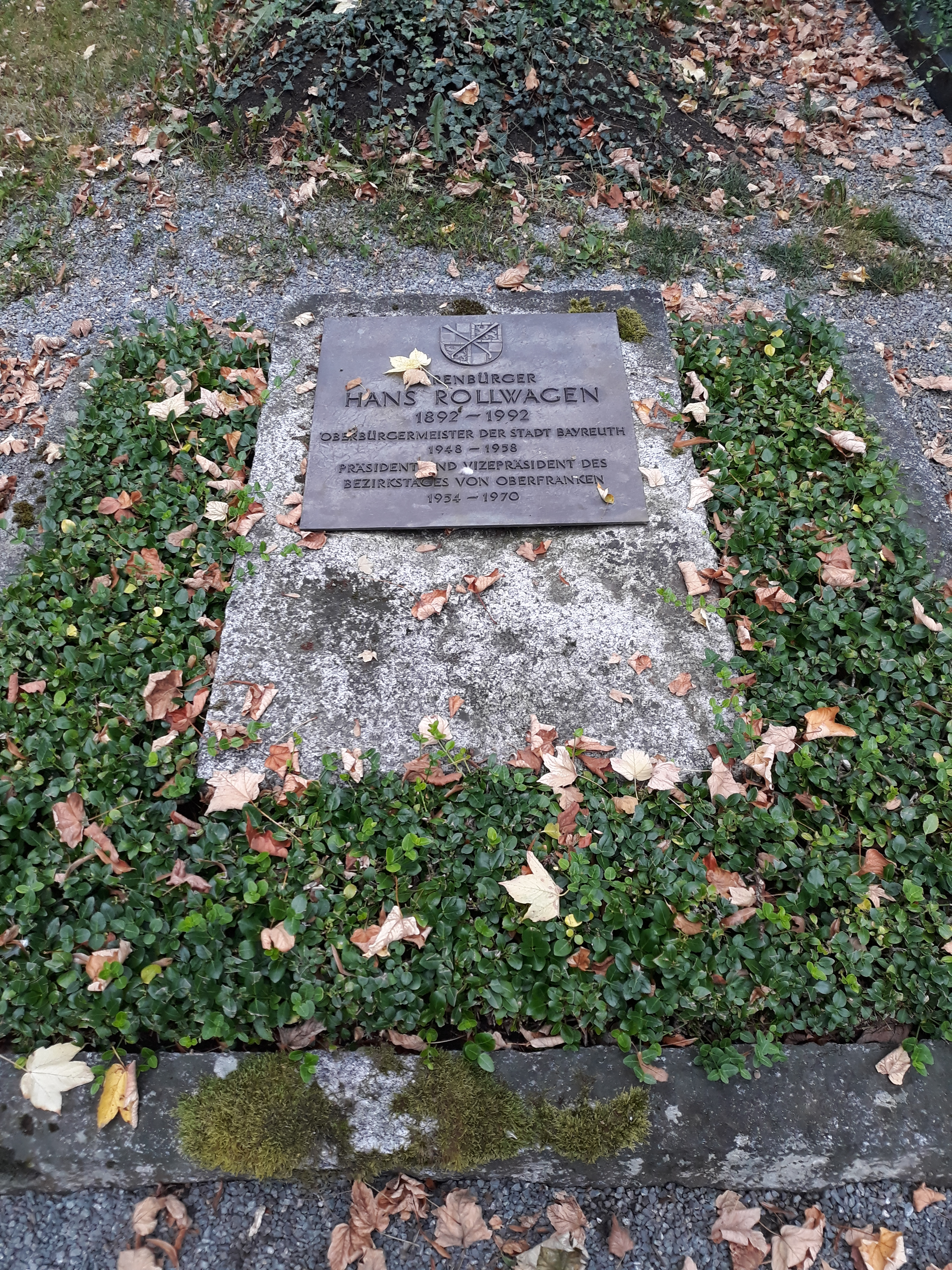
Hans Rollwagens Grab auf dem Stadtfriedhof Bayreuth

## Leben
Rollwagen wuchs in Augsburg auf und besuchte dort das humanistische Gymnasium bei St. Anna, wo er das Abitur ablegte. Anschließend studierte er Rechts- und Staatswissenschaften in München, Kiel, Berlin und Würzburg. Im Ersten Weltkrieg wurde er als Soldat zunächst u. a. in den Dolomiten und dann in Verdun eingesetzt, wo er 1916 schwer verwundet wurde. Sein Studium beendete er 1920, wobei er das Große Juristische Staatsexamen mit „Sehr gut“ bestand.
Für die SPD zog Rollwagen 1919 in den Stadtrat von Augsburg ein. Nachdem er drei Jahre lang als Rechtsanwalt tätig gewesen war, wurde er 1923 zum Ersten Bürgermeister von Neustadt bei Coburg gewählt. Ein Jahr nach seiner Wiederwahl folgte er 1929 dem Ruf der SPD nach Nürnberg. Bis 1933 war er dort als berufsmäßiger Stadtrat für Verwaltungsangelegenheiten und baupolizeiliche Fragen sowie die Wohnungs- und Siedlungspolitik zuständig, zudem war er Vorsitzender der städtischen Wohnungsbaugesellschaft. Nach der Machtergreifung der Nationalsozialisten bat Rollwagen um seine Entlassung, da er keine Möglichkeit zur Zusammenarbeit mit den neuen Machthabern sah. Ab 1935 arbeitete er, ohne sich politisch zu engagieren, in Nürnberg als Rechtsreferent und stellvertretender Finanzreferent.
Nach dem Zweiten Weltkrieg kandidierte Rollwagen für die SPD als Oberbürgermeister von Bayreuth. 1948 wurde er 56-jährig mit 38 von 40 Stadtratsstimmen gewählt und trat am 1. Juli sein Amt an, das er zwei Legislaturperioden lang bekleidete. Er amtierte zur Zeit des Wirtschaftswunders und war maßgeblich für den Wiederaufbau der Stadt verantwortlich. In seiner Politik setzte er vor allem auf Sparsamkeit, was ihm nicht nur Freunde einbrachte. Erste politische Aufgaben waren die Sanierung der städtischen Finanzen und der Aufbau einer leistungsfähigen Verwaltung. Dies bedeutete, nach seinen eigenen Worten, eine rücksichtslose Drosselung der Sachausgaben auf das Nötigste, den Abbau des personell aufgeblähten Verwaltungsapparats um mehr als 20 Prozent, die Vereinfachung der Verwaltung durch das Zusammenlegen von Dienststellen und die Erhöhung der Verwaltungsleistung durch Entbürokratisierung und Rationalität. Eine andere unpopuläre Maßnahme war die Anhebung der Hebesätze bei der Grund-, Gewerbe- und Getränkesteuer. Die Gründung der Gemeinnützigen Wohnungsbaugenossenschaft (GEWOG) im Jahr 1949 in der von Wohnungsnot geprägten Stadt und die Erschließung des Industriegebiets Sankt Georgen (ab 1952) fielen in seine Amtszeit, ebenso die Erneuerung des völlig unzureichenden Kanalnetzes. In der Diskussion um die Fortführung der Richard-Wagner-Festspiele nach dem Zweiten Weltkrieg „betonte Rollwagen […] das Anrecht der Wagnerfamilie auf die Leitung“. Bei der Direktwahl des Jahres 1952 wurde Rollwagen – ohne Gegenkandidat – von den Bayreuther Bürgern mit 89,6 Prozent der Stimmen wiedergewählt. 1958 trat er aus Altersgründen nicht erneut als Kandidat für das Amt des Oberbürgermeisters an. Sein Nachfolger wurde der SPD-Politiker Hans Walter Wild; jenem konnte Rollwagen, wie der Heimatforscher Bernd Mayer schrieb, „menschlich wenig abgewinnen“ und rührte im Wahlkampf „keinen Finger für den jüngeren Genossen“. Im Ruhestand mischte sich Rollwagen nie mehr in die Rathauspolitik ein.
Zwischen 1954 und 1962 war Rollwagen Präsident des Bezirkstags Oberfranken, 1958 sogar trotz einer Mehrheit der CSU; von 1962 bis 1970 amtierte er als dessen Vizepräsident. Zudem wirkte der exzellente Verwaltungs- und Finanzfachmann aktiv an der Erarbeitung einer neuen bayerischen Gemeindeordnung mit; sein „Bayreuther Entwurf“ fand die Zustimmung des Städtetags und der US-amerikanischen Besatzungsmacht und wurde Vorlage der 1952 eingeführten Gemeindeordnung für den Freistaat Bayern. Über lange Jahre hinweg war Rollwagen Mitglied des Bayerischen Städtetags und Leiter dessen Rechtsausschusses.
Für seine Arbeit wurde er unter anderem mit dem Großen Verdienstkreuz der Bundesrepublik Deutschland, der Bayerischen Verfassungsmedaille in Gold für besondere Verdienste in der Kommunalpolitik und der Ehrenmedaille des Bezirks Oberfranken ausgezeichnet. 1958 wurde Rollwagen zum Ehrenbürger von Bayreuth und 1972 zum Ehrenbürger von Neustadt bei Coburg ernannt. Rollwagen machte kein Hehl daraus, dass er, der zu den Vätern der bayerischen Gemeindeverfassung gehörte, der Direktwahl der Oberbürgermeister durch das Volk ablehnend gegenüberstand. Da die Direktwahl ein Stadtoberhaupt zu übertriebenem Populismus in der Amtsführung verleiten könne, habe er Anfang der 1950er Jahre vergeblich gegen diese gesetzliche Neuerung gekämpft. Er könne von sich sagen, dass er nie ein Bierfass angestochen oder eine Blaskapelle im Festzelt dirigiert habe.
Im Alter von 99 Jahren starb Rollwagen im Altersruhesitz Laineck und wurde in einem Ehrengrab auf dem Bayreuther Stadtfriedhof beigesetzt. Bayreuths Oberbürgermeister Dieter Mronz, den Rollwagen als seinen „Enkel in Amt und Geist“ bezeichnet hatte, würdigte ihn als einen Politiker, der für die Menschen außerordentlich erfolgreich gearbeitet und sich als prägende Persönlichkeit der Nachkriegsgeschichte in herausragender Weise um die Stadt verdient gemacht habe.
Rollwagen zu Ehren wurde 1992 die Verbindung von der Wahnfriedstraße zum Hofgarten als Hans-Rollwagen-Weg benannt.

## Werke (Auswahl)
- Gemeindeordnung für den Freistaat Bayern. Textausgabe mit ausführlicher Einleitung, Verweisungen und umfangreichem Sachregister. 3. Auflage. Kommunalschriften-Verlag, München 1956.